# Анатолия (эялет)
Эялет Анатолия (осман. ایالت آناطولی‎, Eyālet-i Anaṭolı, тур. Anadolu Eyaleti) — провинция Османской империи в период 1393–1827 гг. Занимала территорию западной Анатолии, её столицей был город Кютахья. Эта провинция была «сердцем» империи. Основана в 1393 году.
Эялет, ввиду исторических и политических связей с историей Османской Империи, на раннем периоде своего существования управлялся непосредственно султаном из Стамбула.  В начале своего правления Баязид I (1389—1402) сделал её обычной провинцией.

## История

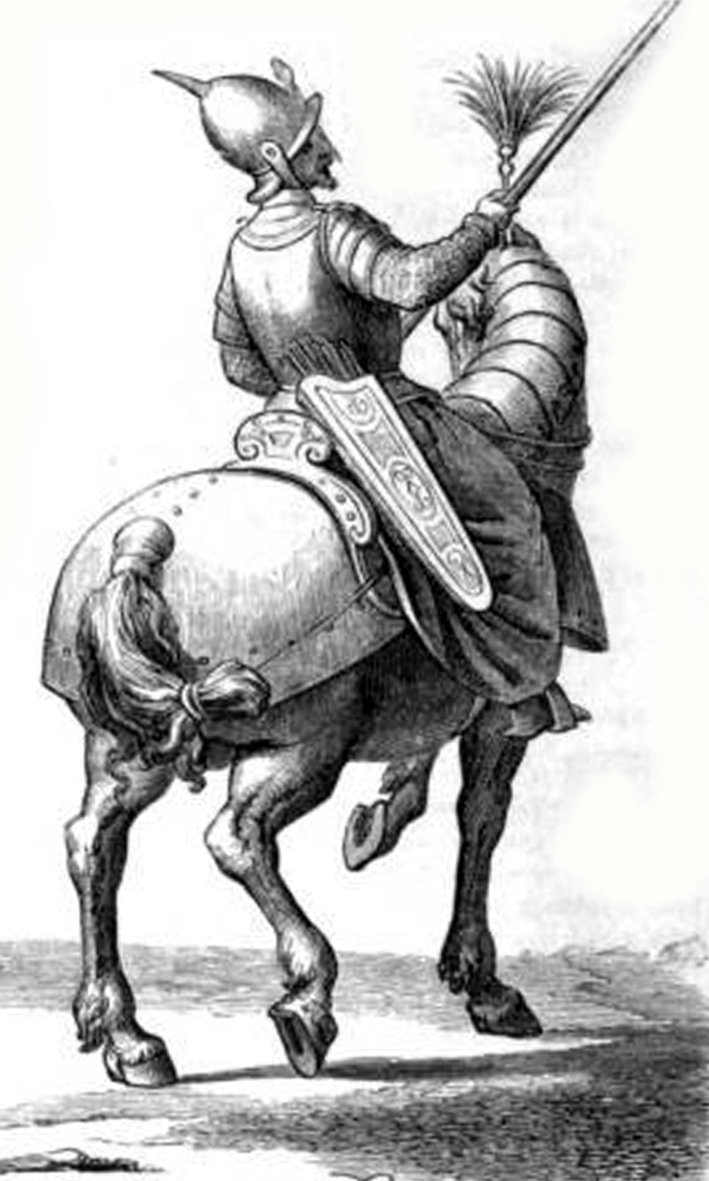
Анатолийский бейлербей. гравюра Ч. Вечеллио

Считается, что провинция Анатолия была основана в 1393 году, когда султан Баязид I (1389–1402) назначил Кара Тимурташа бейлербеем. Наместник Тимурпаша в это время должен был находиться в Анатолии и управлять ею, пока Баязид участвовал в походе в Европу против Мирчи I Валахского.
Центром Анатолийской провинции была Анкара во время правления султана Мехмеда Завоевателя до назначения Исхака-паши в Кютахью. В 1451 году центр стал называться Кютахья. Провинция Анатолия, первоначально называвшаяся бейлербейлик (синоним: вилайет), только после 1591 года стала эялетом. Как эялет, он был вторым по значимости в Османской Империи после эялета Румелии.
В рамках реформ Танзимата Анатолийский эялет был распущен около 1841 года и разделен на более мелкие провинции, хотя различные ученые называют противоречивые даты роспуска, от 1832 до 1864 года.

## Административное деление

### Деление в 1530 году[4]
- Санджак Сарухана
- Санджак Кютахьи
- Санджак Айдына
- Санджак из Ментеше
- Санджак Теке
- Санджак Хамид-или
- Санджак Карахисар-и Сахиб
- Санджак Султан-Они
- Санджак Хюдавендигара
- Санджак Коджа-или
- Санджак Болу
- Санджак Кастамону
- Санджак Канкыры (Çankırı)
- Санджак Анкары
- Санджак Алайе
- Санджак Карези
- Санджак Биги

### Деление в 1550-1551 гг.[5]
- Санджак Сарухана
- Санджак Кютахьи
- Санджак Айдына
- Санджак из Ментеше
- Санджак Теке
- Санджак Хамид-или
- Санджак Карахисар-и Сахиб
- Санджак Султан-Они
- Санджак Хюдавендигара
- Санджак Коджа-или
- Санджак Болу
- Санджак Кастамону
- Санджак Канкыры (Çankırı)
- Санджак Анкары
- Санджак Алайе
- Санджак Карези
- Санджак Биги

### Деление в 1609 году[6]
- Санджак Кютахьи (Liva-i Kütahya, Pasha Sanjakı, Kütahya)
- Санджак Сарухана (Liva-i Saruhan Hass-ı Mîr Liva, (Manisa)
- Санджак Айдына (Liva-i Aydın, Aydın)
- Санджак Хюдавендигара (Liva-i Hüdavendigâr, Bursa)
- Санджак Кастамону (Liva-i Kastamonu, Kastamonu)
- Санджак Ментеше (Liva-i Menteşe, Muğla)
- Санджак Болу (Liva-i Bolu, Bolu)
- Санджак Анкары (Liva-i Bankara, Ankara)
- Санджак Карахисар-и Сахиб (Лива-и Карахисар-и Сахиб, Афьонкарахисар)
- Санджак Теке (Liva-i Teke, Анталия)
- Санджак Кангиры (Liva-i Kangırı, Çankırı)
- Санджак Хамида (Лива-и Гамид, Испарта)
- Санджак Султанёню (Liva-i Sultanönü, Eskişehir)
- Санджак Караси (Liva-i Karasi, Balıkesir)

### Деление в 1700-1740 гг.[7]
- Санджак Кютахьи (Pasha Sanjakı, Kütahya)
- Санджак Хюдавендигара (Бурса)
- Санджак Болу (Bolu)
- Санджак Кастамону (Kastamonu)
- Санджак Караси (Балыкесир)
- Санджак Султанёню (Eskişehir)
- Санджак Сарухана (Маниса))
- Санджак Карахисар-и Сахиб (Афьонкарахисар)
- Санджак Хамида (Испарта)
- Санджак Анкары (Ankara)
- Санджак Кынкыры (Çankırı)
- Санджак Айдына (Aydın)
- Санджак Теке (Анталия)
- Санджак Ментеше (Muğla)
- Санджак Бейбазары (Beypazarı)